# Croix d'Arzenc-de-Randon
La croix d'Arzenc-de-Randon est une croix située à Arzenc-de-Randon, en France.

## Localisation
La croix est située sur la commune d'Arzenc-de-Randon, dans le département français de la Lozère.

## Historique
L'édifice est inscrit au titre des monuments historiques en 1926.